# Petr Hlavsa
Petr Hlavsa (* 22. března 1974) je bývalý český fotbalista, záložník.

## Fotbalová kariéra
V české lize hrál za Bohemians Praha a FC Viktoria Plzeň. Nastoupil ve 22 ligových utkáních a dal 1 gól. Ve druhé lize hrál i za SC Xaverov Horní Počernice a FK Mladá Boleslav, nastoupil ve 39 utkáních a dal 3 góly.výborný ofenzivní záložník s vynikající kopací technikou.

## Ligová bilance
| Ročník                          | Zápasy | Góly | Klub              |
| ------------------------------- | ------ | ---- | ----------------- |
| 1. česká fotbalová liga 1993/94 | 6      | 0    | Bohemians Praha   |
| 1. česká fotbalová liga 1994/95 | 2      | 0    | Bohemians Praha   |
| Gambrinus liga 1997/98          | 8      | 0    | FC Viktoria Plzeň |
| Gambrinus liga 1998/99          | 6      | 1    | FC Viktoria Plzeň |
| CELKEM                          | 22     | 1    |                   |